# عقرب‌ماهی منگوله‌ای
عقرب‌ماهی منگوله‌ای (نام علمی: Scorpaenopsis oxycephala) نام یک گونه از تیره عقرب‌ماهیان با تیغ‌های سمی است که در اقیانوس‌های هند و آرام، و معمولاً در عمق ۱ تا ۳۵ متر می‌زیَد. طول این ماهی حداکثر به ۳۶سانتی‌متر می‌رسد و تنوع رنگ فراوانی دارد. زیر آرواره‌های گونهٔ بالغ منگوله‌های ریش‌مانندی می‌روید.

## نگارخانه

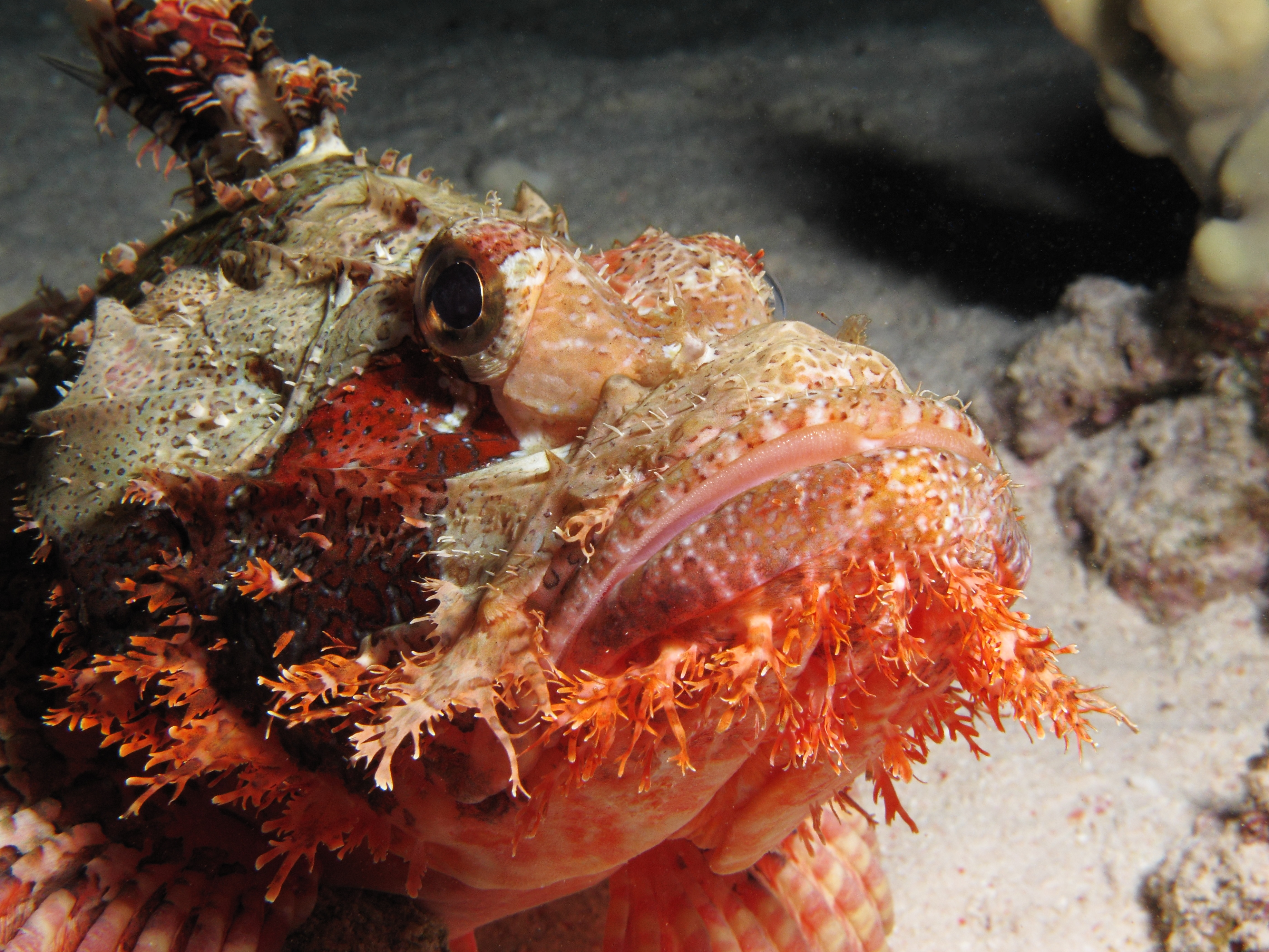
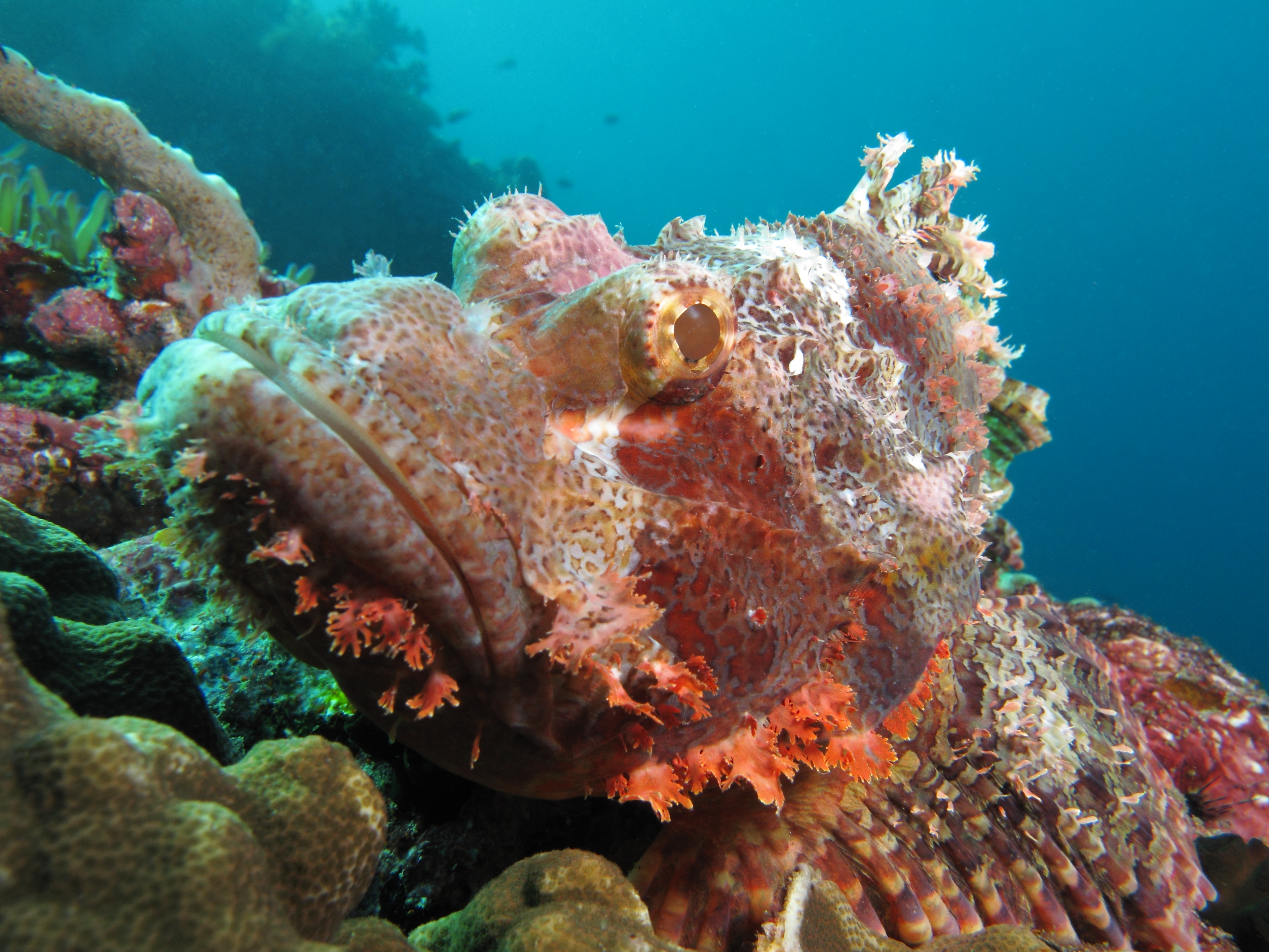
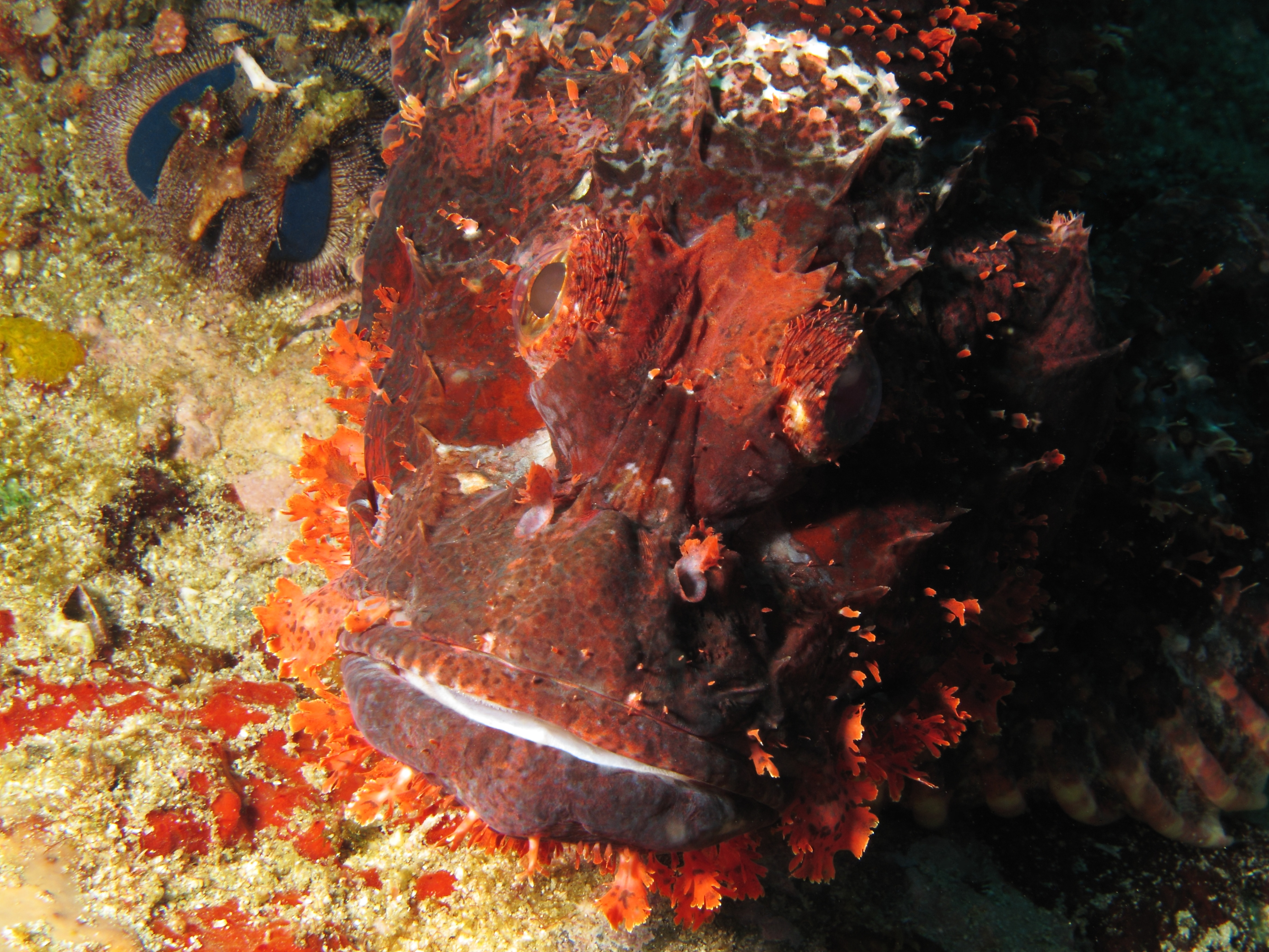